# بطولة العالم لسباق الدراجات على الطريق 1982
بطولة العالم لسباق الدراجات على الطريق 1982 هي الدورة ال55 من بطولة العالم لسباق الدراجات على الطريق، أجريت في جودوود، المملكة المتحدة.

## برنامج المسابقات
رجال
- سباق الطريق ضد الساعة.
- سباق الطريق ضد الساعة للفرق.

سيدات
- سباق الطريق المداري.

شبان
- سباق الطريق المداري للشبان.

## النتائج النهائية
| المسابقة              | ذهبية                        | فضية                           | برونزية                           |
| --------------------- | ---------------------------- | ------------------------------ | --------------------------------- |
| الرجال                |                              |                                |                                   |
| سباق الطريق ضد الساعة | جوزيبي ساروني (إيطاليا)      | جريج لوموند (الولايات المتحدة) | شون كيلي (دراج) (جمهورية أيرلندا) |
| الفريق البطل          | هولندا                       | سويسرا                         | الاتحاد السوفيتي                  |
| السيدات               |                              |                                |                                   |
| سباق الطريق المداري   | ماندي جونز (المملكة المتحدة) | Maria Canins (إيطاليا)         | Gerda Sierens (بلجيكا)            |
| شبان                  |                              |                                |                                   |
| سباق الطريق المداري   | روجر ستة (بلجيكا)            | أندرياس لوكس (GDR)             | يوري أبراموف (روسيا)              |